# Благосклонов, Константин Николаевич
Константин Николаевич Благосклонов (1910—1985) — советский биолог и организатор юннатского движения. Известный орнитолог и деятель охраны природы. Автор более 600 научных и научно-популярных статей и книг.

## Биография
Родился в Дмитрове в семье разночинцев. Учился в школе во Владимире. В этом историческом городе он полюбил историю и культуру Руси, особенно Северо-Западной, увлечение которыми пронёс через всю свою жизнь. Увлекался краеведением.
Для поступления в ВУЗ детям служащих в те годы был нужен рабочий стаж. Работал лаборантом в Госаэрофотосъемке. С 1928 года член Всероссийского общества охраны природы (ВООП). В 1931—1934 годах, не сумев с нескольких попыток поступить в МГУ, обучался на рабфаке Московского автодорожного института.
В 1932 году написал свою первую изданную листовку. Она называлась «Охраняй птиц». В 1933 году по ходатайству академика В. Л. Комарова переведён на биофак МГУ. Тогда же нашлось и постоянное место жительства. Молодой человек увлекался стихосложением и писал эпиграммы. Некоторые свои стихи о птицах он позже опубликовал под псевдонимом.
Перед войной руководит кружком КЮБЗ.
В конце 1941 года мобилизован, войну закончил в Австрии где, вместе с другими ожидавшими возвращения домой биологами, сумел собрать зоологическую коллекцию. К этому моменту имел 25 опубликованных работ.
В 1950-е создал большую серию буклетов, распространённых по стране. Затем принимал участие в международном природоохранном сотрудничестве. Занимался концепцией «экологической тропы», экспериментами с гнездующимися птицами. Читал и разрабатывал курс лекций «Охрана природы», опубликовал несколько учебных пособий.
В 1955 году был Председателем юношеской секции Всероссийского общества содействия охране природы и озеленению населённых пунктов, организовывал 5 Биологическую олимпиаду школьников Москвы.
Плодотворно (130 одних статей за последние шесть лет жизни) работал до самой смерти. Продолжал трудиться над большой книгой «Птицы большого города».
Умер 1 сентября 1985 года от приступа стенокардии.
После смерти учёного журналы и издательства некоторое время продолжали печатать его работы. Так, «Охрана и привлечение птиц, полезных в сельском хозяйстве» вышла на французском языке. Журнал «Общая биология» опубликовал фундаментальную теоретическую статью «Биологическое значение брачных ритуалов птиц».

## Избранные труды
- «Деревья и кустарники полезащитных лесонасаждений, способствующие привлечению полезных птиц» (1951)
- раздел «Семейство мухоловковых» для шеститомного издания «Птицы Советского Союза» (1954)
- «Формирование фауны птиц на территории Московского государственного университета на Ленинских горах»
- «Искусственные гнездовья для насекомоядных и водоплавающих птиц» (1960)
- «Экспериментальное изучение гнездовых участков у мелких птиц» (1962)
- «Птицы в неволе» (1960)
- «О реакции некоторых птиц на крики бедствия» (совместно с В. Д. Ильичевым, 1964)
- «Гнездование птиц в городских изгородях» (1964)
- «Охрана природы в Монгольской Народной Республике» (1966)
- «Птицы города Москвы» (1967)
- «Охрана природы» (1967)
- «Гнездостроительные адаптации лесных птиц и развитие дуплогнездности» (1969)
- «Полевые методы этологических исследований птиц» (1972)
- «Экспериментальный анализ гнездовых и кормовых территорий птиц» (1974)
- «Изменение численности и поведения птиц в расстроенных биогеоценозах» (1974)
- «Птицы большого города» (1975)
- «Кольчатая горлица в Москве» (1975)
- «Становление элективности питания в онтогенезе поведения насекомоядных птиц» (1976)
- «Полифункциональность брачного демонстративного ритуального поведения птиц» (1976)